# Joel Pohjanpalo
Joel Pohjanpalo (Helsinki, 13 de septiembre de 1994) es un futbolista finlandés. Juega de delantero y su equipo es el Palermo F. C. de la Serie B de Italia.

## Trayectoria

### HJK
Pohjanpalo emergió en las categorías inferiores, apareciendo por primera vez con el equipo de reserva (Klubi-04) en 2011 a la edad de 16. Hizo su debut en la Veikkausliiga el 26 de octubre de 2011, comenzando contra RoPS. Durante su primera temporada en la segunda división finlandesa con Klubi-04, hizo 21 apariciones, anotó un récord de 33 goles en la liga y fue premiado como el jugador de serie de la temporada. Tras sus excelentes actuaciones con el filial, Pohjanpalo firmó un nuevo contrato con el HJK el 7 de diciembre de 2011, manteniéndolo en la capital finlandesa hasta 2015.
Pohjanpalo inició el primer partido de liga del HJK de la temporada 2012 de la Veikkausliiga el 15 de abril de 2012, anotando un 'hat-trick' en el espacio de tres minutos (162 segundos) contra el IFK Mariehamn. Después de una prueba de tres días con el Liverpool en agosto de 2012, a Pohjanpalo se le ofreció un contrato de tres años, pero rechazó el trato debido a la falta de tiempo de juego garantizado para el Liverpool FC Reserves. Terminó la temporada 2012 en el HJK con 19 goles en 42 partidos en todas las competiciones además de ser premiado como el novato de la temporada.

### Bayer Leverkusen y préstamos

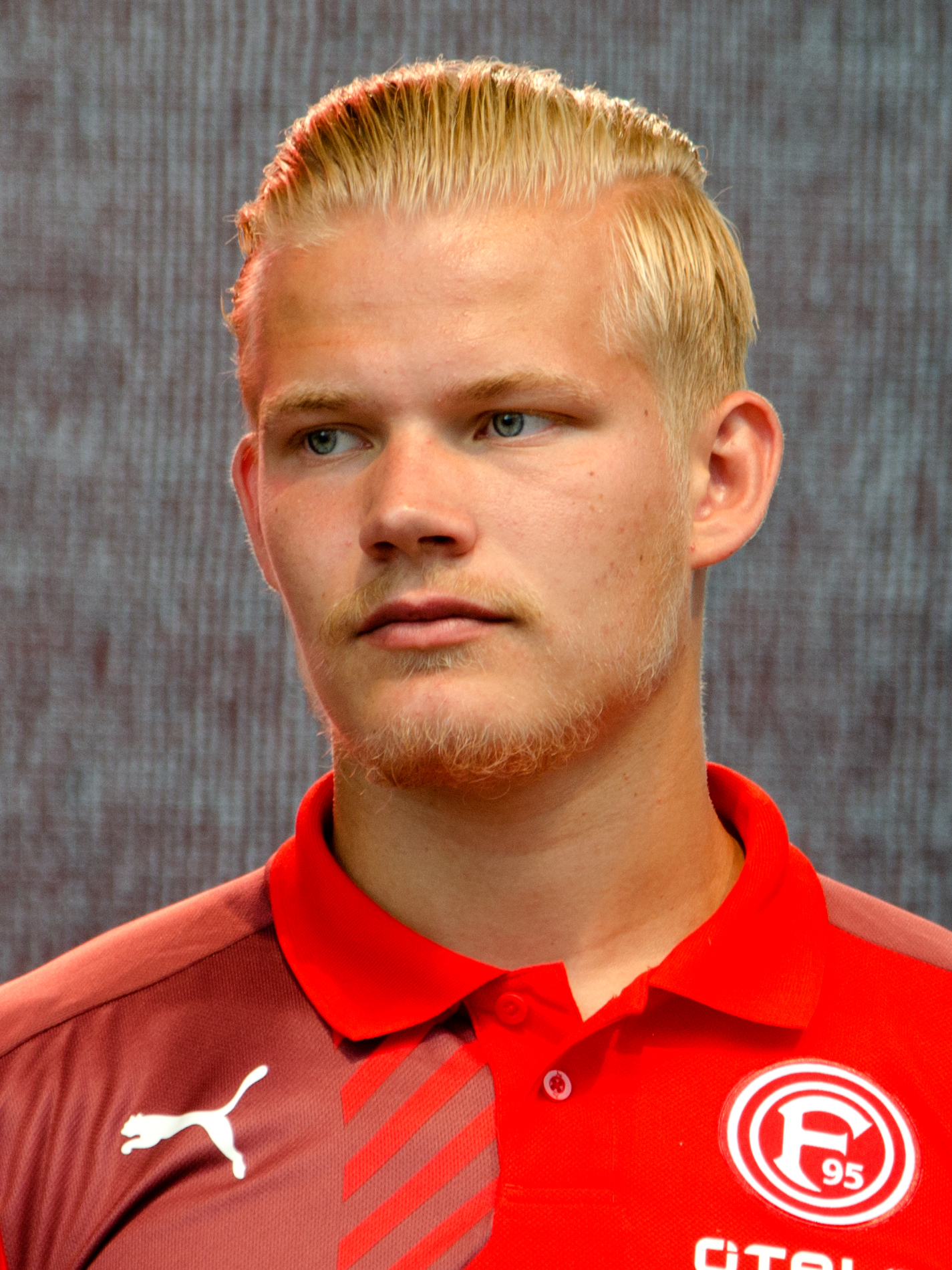
Pohjanpalo jugando para el Fortuna Düsseldorf en julio de 2015

El 1 de septiembre de 2013, Pohjanpalo fue cedido a la Bundesliga al equipo Bayer Leverkusen, que entonces le prestó al VfR Aalen de la 2. Bundesliga. En Aalen, Pohjanpalo fue titular en trece partidos y apareció como suplente en otros nueve, anotando cinco goles.
En abril de 2014, Pohjanpalo renovó su contrato con HJK, extendiéndolo hasta 2018. Al mismo tiempo, HJK extendió su contrato de préstamo con el Bayer Leverkusen otros dos años, en donde Pohjanpalo pasó cedido al Fortuna Düsseldorf y fue elegido Jugador del Mes de la Bundesliga en octubre de 2014, tras un hat-trick ante el Darmstadt 98.
El 21 de marzo de 2016, Leverkusen anunció que había ejercido su opción de firmar de forma permanente a Pohjanpalo. El 27 de agosto de 2016, Pohjanpalo finalmente hizo su debut con el club en su primer partido de la temporada 2016-17 contra el Borussia Mönchengladbach. Marcó apenas un minuto después de ser sustituido, pero no fue suficiente para evitar que el Leverkusen perdiera 2-1. Pohjanpalo salió de la banca en el segundo partido de la temporada del Leverkusen y anotó un hat-trick , ayudando a su equipo a lograr una victoria por 3-1 sobre el Hamburger SV. Después de estas dos apariciones, Pohjanpalo había marcado cuatro goles en apenas treinta minutos de juego durante los dos primeros partidos de la temporada. Después de ese magnifico inicio de temporada Pohjanpalo tuvo una fractura metatarsiana y se perdió 6 jornadas. Además hizo su debut en Champions el 14 de setiembre de 2016 ante el CSKA Moscu en total jugó 13 partidos y anotó 6 goles. 
En la temporada 2017-18 tan solo jugó 7 partidos en la Bundesliga y anotó un tanto además de jugar un único partido en Copa Alemana en donde también anotaría 1 gol, jugando en total 8 partidos y anotando 2 goles. La temporada 2018-19 fue nefasta para Pohjanpalo ya que una lesión le impidió jugar toda una temporada.

### Hamburger SV
Jugó un solo partido con el Leverkusen y el 24 de enero de 2020,. Pohjanpalo fichó cedido por el Hamburger SV por el resto de la temporada 2019-20. Jugó la  2. Bundesliga donde hizo su debut ante el 1.FC Nürnberg, al siguiente partido anotaría su primer gol, tuvo una buena campaña donde jugó 14 partidos y anotó 9 tantos siendo el tercer goleador de su equipo en la liga.

### Union Berlin
El 30 de septiembre de 2020, Pohjanpalo se unió al Union Berlin cedido para la temporada 2020-21. Hizo una campaña regular donde jugó 20 partidos y anotó 6 goles, un hat-trick ante el Werder Bremen.

## Selección nacional

### Categorías inferiores

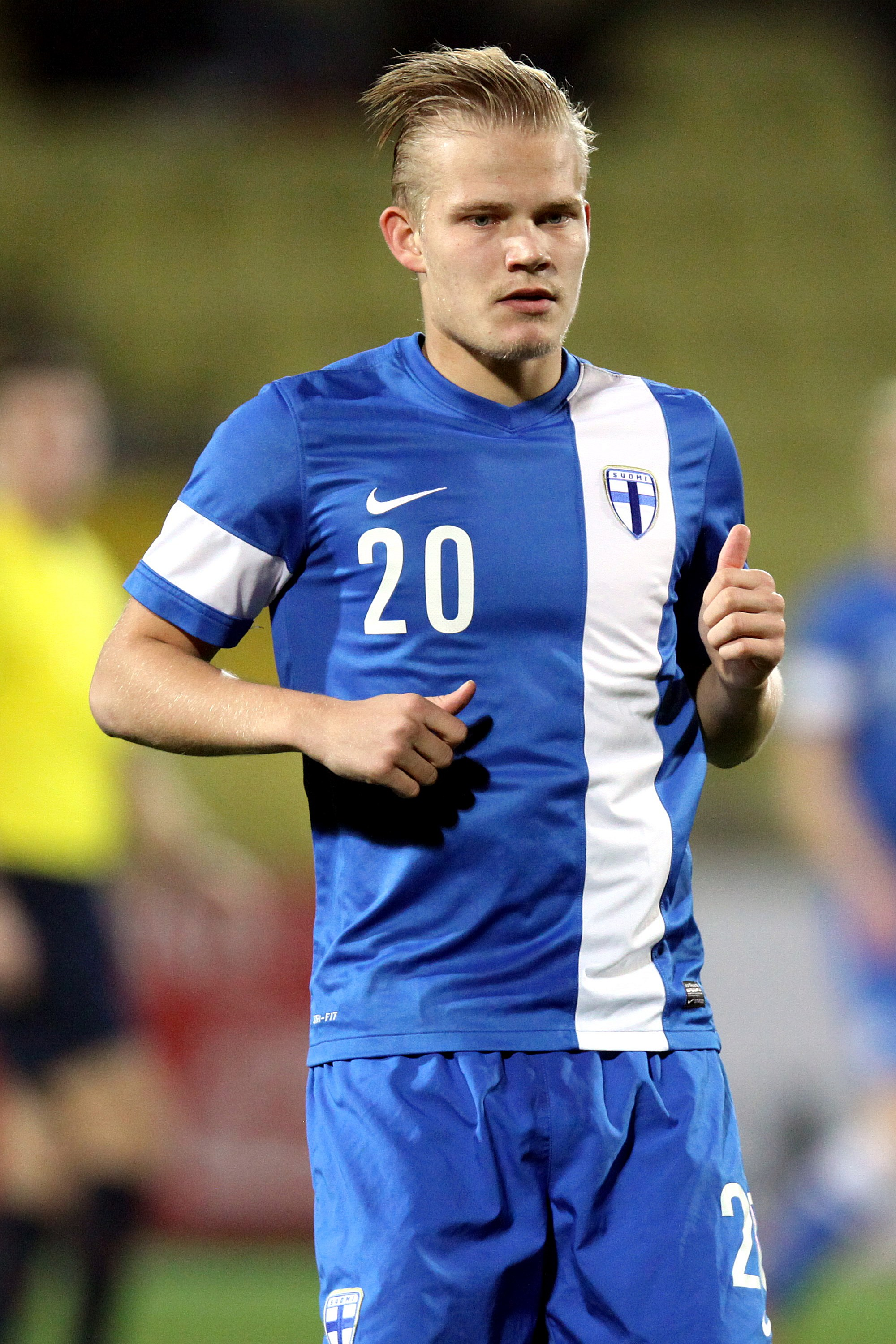
Joel Pohjanpalo en un partido de la sub-21 ante Austria

Pohjanpalo con 15 años debutó con la  selección sub-17 de Finlandia, a los 16 la selección sub-19 de Finlandia en donde le anotaria a  Letonia. Participó en la selección sub-21 de Finlandia a la edad de 17 años en la clasificación del europeo sub-21, debutó el 5 de junio de 2012 contra Eslovenia . En total jugó 5 partidos y anotó un gol.

### Selección absoluta
Pohjanpalo hizo su debut en la selección absoluta el 14 de noviembre de 2012 en una victoria por 3-0 contra selección de fútbol de Chipre cuando sustituyó a Teemu Pukki como suplente en el minuto 70. Estuvo cerca de marcar en un amistoso contra selección de fútbol de Eslovenia cuando su disparo pegó en el poste y luego fue rematado por Kasper Hämäläinen. En el siguiente amistoso ante selección de fútbol de Hungría marcó su primer gol internacional entrando al campo como suplente y empatando el partido. Hizo su debut en el partido de Clasificación para la Eurocopa 2016 el 7 de septiembre de 2014 en un partido contra las selección de fútbol de Islas Feroe cuando entró como suplente en el minuto 89 por Teemu Pukki.  Marcó su primer gol en un partido competitivo el 4 de septiembre de 2015 en un partido de clasificación para la UEFA Euro 2016 en el Estadio Karaiskakis, contra selección de fútbol de Grecia.
El 12 de junio de 2021, en el primer partido de su selección en la Eurocopa 2020, hizo historia al marcar el primer gol de Finlandia en una fase final de un torneo internacional que sirvió para vencer a Dinamarca.

#### Participaciones en Eurocopas
| Competición   | Sede   | Resultado    | Partidos | Goles |
| ------------- | ------ | ------------ | -------- | ----- |
| Eurocopa 2020 | Europa | Primera fase | 3        | 1     |

### Goles internacionales
| #  | Fecha                   | Lugar                                   | Rival                | Gol   | Resultado | Competición                             |
| -- | ----------------------- | --------------------------------------- | -------------------- | ----- | --------- | --------------------------------------- |
| 1  | 5 de marzo de 2014      | ETO Park, Hungría                       | Hungría              | 1 - 1 | 2 - 1     | Amistoso                                |
| 2  | 4 de septiembre de 2014 | Estadio Georgios Karaiskakis, Grecia    | Grecia               | 0 - 1 | 0 - 1     | Clasificación Eurocopa 2016             |
| 3  | 7 de septiembre de 2015 | Estadio Olímpico de Helsinki, Finlandia | Islas Feroe          | 1 - 0 | 1 - 0     | Clasificación Eurocopa 2016             |
| 4  | 8 de octubre de 2015    | Arena Națională, Rumania                | Rumania              | 0 - 1 | 1 - 1     | Clasificación Eurocopa 2016             |
| 5  | 11 de junio de 2017     | Estadio Tampere, Finlandia              | Ucrania              | 1 - 0 | 1 - 2     | Clasificación Mundial de Fútbol de 2018 |
| 6  | 9 de octubre de 2017    | Veritas Stadion, Turquía                | Turquía              | 2 - 2 | 2 - 2     | Clasificación Mundial de Fútbol de 2018 |
| 7  | 12 de octubre de 2019   | Bilino Polje, Bosnia y Herzegovina      | Bosnia y Herzegovina | 1 - 4 | 1 - 4     | Clasificación Eurocopa 2020             |
| 8  | 31 de marzo de 2021     | AFG Arena, Suiza                        | Suiza                | 1 - 1 | 3 - 2     | Amistoso                                |
| 9  | 31 de marzo de 2021     | AFG Arena, Suiza                        | Suiza                | 1 - 2 | 3 - 2     | Amistoso                                |
| 10 | 12 de junio de 2021     | Parken Stadion, Dinamarca               | Dinamarca            | 0 - 1 | 0 - 1     | Eurocopa 2020                           |
| 11 | 4 de setiembre de 2021  | Estadio Olímpico, Finlandia             | Kazajstán            | 1 - 0 | 1 - 0     | Clasificación Mundial de Fútbol de 2022 |

## Estadísticas

### Clubes
Actualizado al último partido disputado el 4 de mayo de 2025.
| Club | Temporada     | Liga (1) | Liga (1) | Copas (2) | Copas (2) | Internacional (3) | Internacional (3) | Total (4) | Total (4) | Promedio |
| Club | Temporada     | Part.    | Goles    | Part.     | Goles     | Part.             | Goles             | Part.     | Goles     | Promedio |
| --- | ------------- | -------- | -------- | --------- | --------- | ----------------- | ----------------- | --------- | --------- | -------- |
| Klubi-04 · Finlandia |               |          |          |           |           |                   |                   |           |           |          |
| 2010 | 1             | 0        | -        | -         | -         | -                 | 1                 | 0         | 0.00      |          |
| 2011 | 25            | 33       | -        | -         | -         | -                 | 25                | 33        | 1.32      |          |
| Total club | 26            | 33       | 0        | 0         | 0         | 0                 | 26                | 33        | 1.27      |          |
| HJK · Finlandia |               |          |          |           |           |                   |                   |           |           |          |
| 2011 | 1             | 0        | -        | -         | -         | -                 | 1                 | 0         | 0.00      |          |
| 2012 | 28            | 11       | 10       | 5         | 4         | 3                 | 42                | 19        | 0.45      |          |
| 2013 | 21            | 5        | 4        | 0         | 2         | 0                 | 27                | 5         | 0.19      |          |
| Total club | 50            | 16       | 14       | 5         | 6         | 3                 | 70                | 24        | 0.34      |          |
| VfR Aalen · Alemania |               |          |          |           |           |                   |                   |           |           |          |
| 2013-14 | 22            | 5        | -        | -         | -         | -                 | 22                | 5         | 0.23      |          |
| Total club | 22            | 5        | 0        | 0         | 0         | 0                 | 22                | 5         | 0.23      |          |
| Fortuna Düsseldorf · Alemania |               |          |          |           |           |                   |                   |           |           |          |
| 2014-15 | 29            | 11       | 1        | 0         | -         | -                 | 30                | 11        | 0.37      |          |
| 2015-16 | 26            | 2        | 2        | 0         | -         | -                 | 26                | 2         | 0.08      |          |
| Total club | 55            | 13       | 3        | 0         | 0         | 0                 | 58                | 13        | 0.22      |          |
| Fortuna Düsseldorf II · Alemania |               |          |          |           |           |                   |                   |           |           |          |
| 2015-16 | 1             | 0        | -        | -         | -         | -                 | 1                 | 0         | 0.00      |          |
| Total club | 1             | 0        | 0        | 0         | 0         | 0                 | 1                 | 0         | 0.00      |          |
| Bayer Leverkusen · Alemania |               |          |          |           |           |                   |                   |           |           |          |
| 2016-17 | 11            | 6        | -        | -         | 2         | 0                 | 13                | 6         | 0.46      |          |
| 2017-18 | 7             | 1        | 1        | 1         | -         | -                 | 8                 | 2         | 0.25      |          |
| 2018-19 | 0             | 0        | -        | -         | -         | -                 | 0                 | 0         | 0.00      |          |
| 2019-20 | 1             | 0        | -        | -         | -         | -                 | 1                 | 0         | 0.00      |          |
| 2020-21 | 1             | 0        | -        | -         | -         | -                 | 1                 | 0         | 0.00      |          |
| 2021-22 | 2             | 0        | 1        | 0         | -         | -                 | 3                 | 0         | 0.00      |          |
| 2022-23 | 2             | 0        | 1        | 0         | -         | -                 | 3                 | 0         | 0.00      |          |
| Total club | 24            | 7        | 3        | 1         | 2         | 0                 | 29                | 8         | 0.28      |          |
| Hamburger SV · Alemania |               |          |          |           |           |                   |                   |           |           |          |
| 2019-20 | 14            | 9        | -        | -         | -         | -                 | 14                | 9         | 0.64      |          |
| Total club | 14            | 9        | 0        | 0         | 0         | 0                 | 14                | 9         | 0.64      |          |
| Union Berlin · Alemania |               |          |          |           |           |                   |                   |           |           |          |
| 2020-21 | 19            | 6        | -        | -         | -         | -                 | 19                | 6         | 0.32      |          |
| Total club | 19            | 6        | 0        | 0         | 0         | 0                 | 19                | 6         | 0.32      |          |
| Çaykur Rizespor Turquía |               |          |          |           |           |                   |                   |           |           |          |
| 2021-22 | 33            | 16       | -        | -         | -         | -                 | 33                | 16        | 0.48      |          |
| Total club | 33            | 16       | 0        | 0         | 0         | 0                 | 33                | 16        | 0.48      |          |
| Venezia FC · Italia |               |          |          |           |           |                   |                   |           |           |          |
| 2022-23 | 38            | 19       | -        | -         | -         | -                 | 38                | 19        | 0.50      |          |
| 2023-24 | 37            | 22       | 1        | 1         | -         | -                 | 38                | 23        | 0.61      |          |
| 2024-25 | 20            | 6        | -        | -         | -         | -                 | 20                | 6         | 0.30      |          |
| Total club | 95            | 47       | 1        | 1         | 0         | 0                 | 96                | 48        | 0.50      |          |
| Palermo FC · Italia |               |          |          |           |           |                   |                   |           |           |          |
| 2024-25 | 12            | 9        | -        | -         | -         | -                 | 12                | 9         | 0.75      |          |
| Total club | 12            | 9        | 0        | 0         | 0         | 0                 | 12                | 9         | 0.75      |          |
| Total carrera | Total carrera | 351      | 161      | 21        | 7         | 8                 | 3                 | 380       | 171       | 0.45     |
| (1) Incluye datos de play-offs de ascenso para la Serie A (Italia). (2) Incluye datos de la Copa de Finlandia, Copa de Alemania. (3) Incluye datos de la Liga de Campeones de la UEFA, UEFA Europa League. (4) No incluye goles en partidos amistosos. |               |          |          |           |           |                   |                   |           |           |          |

### Selecciones
- Actualizado el 4 de septiembre de 2021.

| Selección          | Temporada     | Amistosos | Amistosos | Europa(1) | Europa(1) | Mundial | Mundial | Total | Total | Media goleadora |
| Selección          | Temporada     | Part.     | Goles     | Part.     | Goles     | Part.   | Goles   | Part. | Goles | Media goleadora |
| ------------------ | ------------- | --------- | --------- | --------- | --------- | ------- | ------- | ----- | ----- | --------------- |
| Sub-17 · Finlandia | 2010          | 3         | 0         | —         | —         | —       | —       | 3     | 0     | 0.00            |
| Sub-17 · Finlandia | Total         | 3         | 0         | 0         | 0         | 0       | 0       | 3     | 0     | 0.17            |
| Sub-19 · Finlandia | 2011          | 1         | 0         | —         | —         | —       | —       | 1     | 0     | 0.00            |
| Sub-19 · Finlandia | 2011          | 3         | 1         | —         | —         | —       | —       | 3     | 1     | 0.33            |
| Sub-19 · Finlandia | Total         | 4         | 1         | 0         | 0         | 0       | 0       | 4     | 1     | 0.25            |
| Sub-21 · Finlandia | 2012          | —         | —         | 5         | 1         | —       | —       | 5     | 1     | 0.2             |
| Sub-21 · Finlandia | 2012          | 2         | 0         | —         | —         | —       | —       | 2     | 0     | 0.00            |
| Sub-21 · Finlandia | 2012          | —         | —         | 1         | 1         | —       | —       | 1     | 1     | 1.00            |
| Sub-21 · Finlandia | 2012          | —         | —         | 2         | 0         | —       | —       | 2     | 0     | 0.00            |
| Sub-21 · Finlandia | 2013          | —         | —         | 1         | 1         | —       | —       | 1     | 1     | 1.00            |
| Sub-21 · Finlandia | 2015          | —         | —         | 1         | 0         | —       | —       | 1     | 0     | 0.00            |
| Sub-21 · Finlandia | Total         | 2         | 0         | 10        | 3         | 0       | 0       | 12    | 3     | 0.25            |
| Adulta · Finlandia | 2012          | 1         | 0         | —         | —         | —       | —       | 1     | 0     | 0.00            |
| Adulta · Finlandia | 2013          | 1         | 0         | —         | —         | —       | —       | 1     | 0     | 0,00            |
| Adulta · Finlandia | 2014          | 5         | 1         | 4         | 1         | —       | —       | 9     | 1     | 0.22            |
| Adulta · Finlandia | 2015          | 1         | 0         | 6         | 2         | —       | —       | 7     | 3     | 0.29            |
| Adulta · Finlandia | 2016          | 3         | 0         | 1         | 0         | —       | —       | 4     | 0     | 0.00            |
| Adulta · Finlandia | 2017          | 3         | 0         | 4         | 2         | —       | —       | 7     | 2     | 0.29            |
| Adulta · Finlandia | 2018          | 1         | 0         | —         | —         | —       | —       | 1     | 0     | 0.00            |
| Adulta · Finlandia | 2019          | —         | —         | 2         | 1         | —       | —       | 2     | 1     | 0.50            |
| Adulta · Finlandia | 2020          | 1         | 0         | 5         | 0         | —       | —       | 6     | 0     | 0.00            |
| Adulta · Finlandia | 2021          | 3         | 2         | 9         | 2         | —       | —       | 12    | 4     | 0.33            |
| Adulta · Finlandia | Total         | 19        | 3         | 31        | 8         | 0       | 0       | 50    | 11    | 0.22            |
| Total carrera      | Total carrera | 28        | 4         | 41        | 11        | 0       | 0       | 69    | 15    | 0.22            |

## Palmarés

### Campeonatos nacionales
| Título        | Club         | País      | Año  |
| ------------- | ------------ | --------- | ---- |
| Veikkausliiga | HJK Helsinki | Finlandia | 2012 |
| Veikkausliiga | HJK Helsinki | Finlandia | 2013 |

### Distinciones individuales
| Distinción                                 | Año                     |
| ------------------------------------------ | ----------------------- |
| Máximo goleador de la Kakkonen (33 goles)  | 2011                    |
| Novato de la temporada de la Veikkausliiga | 2012                    |
| Máximo goleador de la Serie B (22 goles)   | 2023-24[cita requerida] |